# 다이시바시이마이치역
다이시바시이마이치역(일본어: 太子橋今市駅, たいしばしいまいちえき)은 일본 오사카부 오사카시 아사히구 및 오사카부 모리구치시에 있는 철도역이다.

## 이용 가능 철도 노선
- 오사카시 고속 전기궤도
  - ■ 다니마치선
  - ■ 이마자토스지선

## 타는 곳
섬식 승강장 1면 2선 지하역이다.

### 다니마치선
| 1 | ■ 다니마치선 | 히가시우메다·덴노지·야오미나미 방면 |
| 2 | ■ 다니마치선 | 다이니치 방면                       |

승강장이 지하 25.9m 아래에 있는데, 오사카 메트로 역 가운데 제일 깊다.

### 이마자토스지선
1면 2선인 섬식 승강장이다.
| 1 | ■ 이마자토스지 선 | 시기노·미도리바시·이마자토 방면 |
| 2 | ■ 이마자토스지 선 | 이타카노 방면                   |

## 역세권 정보
- 오사카 공업 대학
- 오사카 시 신용 금고
- 간사이 의과 대학 부속 병원
- 아사히도리 상점가
- 게이한 상점가
- 국도 1호선

## 역사
- 1977년 4월 6일: 다니마치선이 영업 개시.
- 2006년 12월 24일: 이마자토스지선 영업 개시, 환승역이 됨.

## 인접역
| ■ 오사카 메트로 다니마치선 | ■ 오사카 메트로 다니마치선 | ■ 오사카 메트로 다니마치선         |
| -------------------------- | -------------------------- | ---------------------------------- |
| T12 모리구치 다이니치 방면 |                            | 센바야시오미야 T14 야오미나미 방면 |

| ■ 오사카 메트로 이마자토스지선   | ■ 오사카 메트로 이마자토스지선 | ■ 오사카 메트로 이마자토스지선 |
| -------------------------------- | ------------------------------ | ------------------------------ |
| I13 다이도토요사토 이타카노 방면 |                                | 시미즈 I15 이마자토 방면       |